# Eldena
Eldena è un comune del Meclemburgo-Pomerania Anteriore, in Germania.

Appartiene al circondario (Landkreis) di Ludwigslust-Parchim (targa LWL) ed è parte della comunità amministrativa (Amt) di Grabow.

## Geografia antropica

### Suddivisioni amministrative
Il territorio comunale si divide in 4 zone, corrispondenti al centro abitato di Eldena e a 3 frazioni (Ortsteil):
- Eldena (centro abitato)
- Güritz
- Krohn
- Stuck